# Chrastné
Chrastné (en hongrois : Abaújharaszti) est un village de Slovaquie situé dans la région de Košice.

## Histoire
Première mention écrite du village en 1427.
Jusqu'au Traité de Trianon en 1920, la localité appartenait au Royaume de Hongrie et s'appelait Abaújharaszti. Elle faisait partie du comitat d'Abaúj-Torna.

## Démographie

### Évolution de la population
| Année:               | 1994. | 2004.    | 2014.    | 2024.    |
| -------------------- | ----- | -------- | -------- | -------- |
| Nombre de personnes: | 321   | 376      | 483      | 726      |
| Différence:          |       | +17,13 % | +28,45 % | +50,31 % |

| Année:               | 2023. | 2024.   |
| -------------------- | ----- | ------- |
| Nombre de personnes: | 701   | 726     |
| Différence:          |       | +3,56 % |